# François-Louis Bourdon

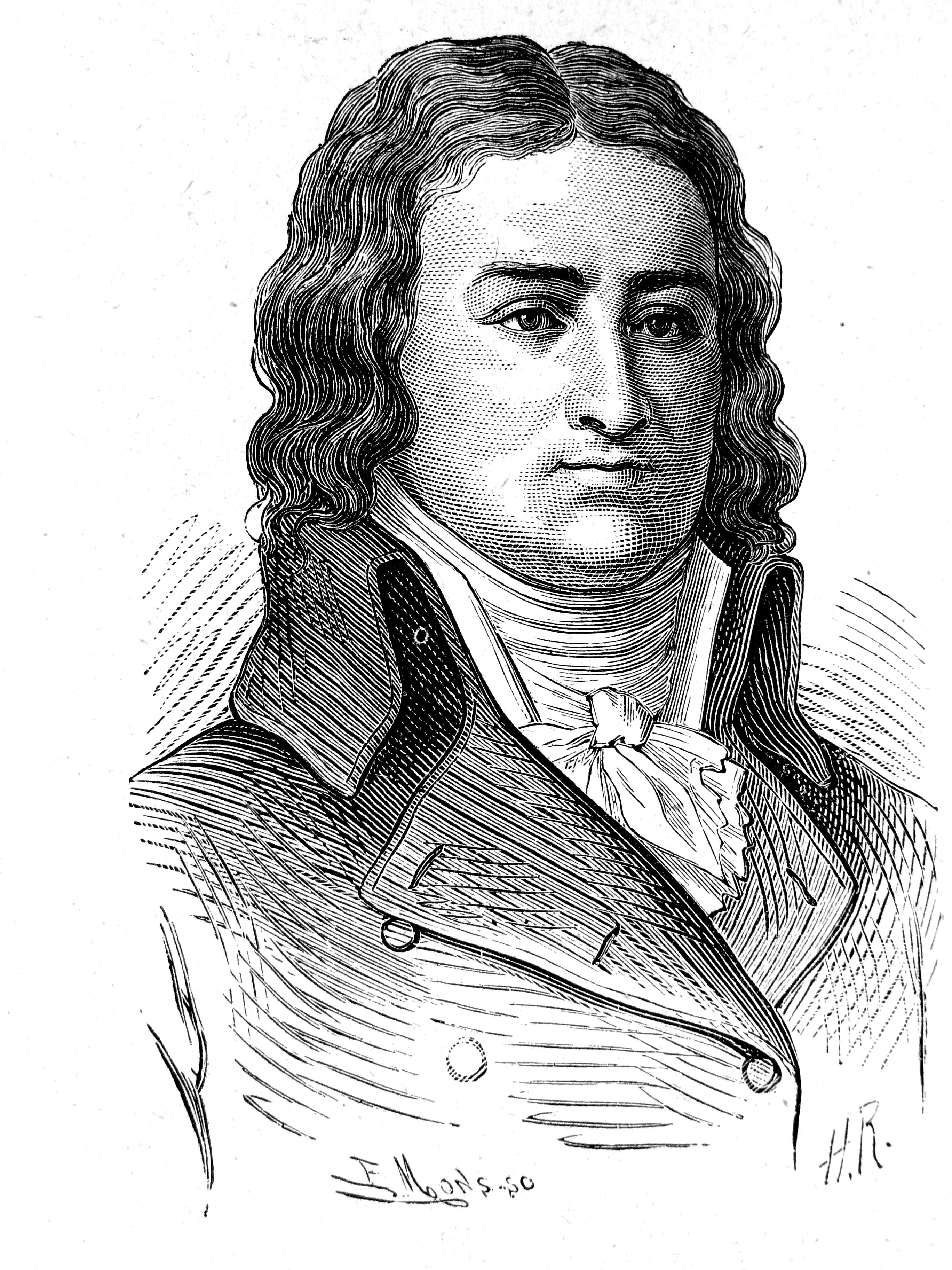
François-Louis Bourdon.

François-Louis Bourdon (* 11. Januar 1758 in Rouy-le-Petit (Département Oise); † 2. Juli 1798 in Cayenne) war ein Politiker während der Französischen Revolution. Um eine Verwechslung mit dem Politiker Louis Jean Joseph Léonard Bourdon de la Cronière zu vermeiden, wurde er Bourdon de l’Oise genannt.

## Leben
François-Louis Bourdon wurde als Sohn eines Steuereinnehmers geboren. Er studierte die Rechte und wirkte seit Mai 1783 als Staatsanwalt am Pariser Parlament.
Am 10. August 1792 nahm Bourdon am Sturm auf die Tuilerien teil. Im September 1792 wählte ihn sein Heimatdepartement in den Nationalkonvent. Bourdon näherte sich anfangs den Girondisten, später wechselte er zur Bergpartei und stimmte im Januar 1793 für die Hinrichtung Ludwigs XVI. Danach wirkte Bourdon als „Repräsentant in Mission“ vom März bis Mai 1793 im Département Orne, im Juni in Orléans und vom Juli bis zu seiner Abberufung am 28. August 1793 bei der Küstenarmee in La Rochelle. Nach seiner Rückkehr nach Paris trat er in enge Beziehungen zu den Nachsichtigen und widersetzte sich offen dem Wohlfahrtsausschuss. Er stellte sich gegen die Prairial-Gesetze vom 10. Juni 1794 und beteiligte sich am Umsturz vom 9. Thermidor II (27. Juli 1794). Der Nationalkonvent ließ infolge des Antrages von Bourdon (5. August 1794) alle politischen Gefangenen der „Schreckensherrschaft“ frei.
François-Louis Bourdon wandelte sich zum gemäßigten Royalisten und wurde im Oktober 1795 in den Rat der Fünfhundert gewählt. Nach dem Staatsstreich des 18. Fructidor V (4. September 1797) wurde er nach Cayenne verbannt, wo er bald danach am 2. Juli 1798 verstarb.